# Dyskografia Boba Marleya & The Wailers
Dyskografia grupy Bob Marley & The Wailers (w latach 1963–73 The Wailers)

## Albumy studyjne
| L.p. | Tytuł                   | Data wydania | Wytwórnia          | Format |
| ---- | ----------------------- | ------------ | ------------------ | ------ |
| 1.   | The Wailing Wailers     | 1965         | Studio One         | LP     |
| 2.   | Soul Rebels             | 1970         | Upsetter / Trojan  | LP     |
| 3.   | Soul Revolution         | 1971         | Upsetter / Trojan  | LP     |
| 4.   | The Best of the Wailers | 1971         | Beverley's         | LP     |
| 5.   | Catch a Fire            | 1973         | Island / Tuff Gong | LP     |
| 6.   | Burnin'                 | 1973         | Island / Tuff Gong | LP     |
| 7.   | Natty Dread             | 1974         | Island / Tuff Gong | LP     |
| 8.   | Rastaman Vibration      | 1976         | Island / Tuff Gong | LP     |
| 9.   | Exodus                  | 1977         | Island / Tuff Gong | LP     |
| 10.  | Kaya                    | 1978         | Island / Tuff Gong | LP     |
| 11.  | Survival                | 1979         | Island / Tuff Gong | LP     |
| 12.  | Uprising                | 1980         | Island / Tuff Gong | LP     |
| 13.  | Confrontation           | 1983         | Island / Tuff Gong | LP     |

## Albumy koncertowe
| L.p. | Tytuł            | Data wydania | Wytwórnia          | Format | Komentarz |
| ---- | ---------------- | ------------ | ------------------ | ------ | --- |
| 1.   | Live!            | 1975         | Island / Tuff Gong | LP     | Nagranie z występu w sali koncertowej Lyceum Theatre w Londynie w lipcu 1975 roku. |
| 2.   | Babylon by Bus   | 1978         | Island / Tuff Gong | LP     | Kompilacja różnych nagrań na żywo, w większości zarejestrowanych podczas trasy koncertowej Kaya Tour w czerwcu 1977 roku.                                                              |
| 3.   | Talkin' Blues    | 1991         | Island / Tuff Gong | CD, LP | Kompilacja różnych nagrań na żywo z lat 1973-75, przeplatana fragmentami wywiadu Marleya dla jamajskiego radia.                                                                        |
| 4.   | Live at the Roxy | 2003         | Island / Tuff Gong | CD     | Dwupłytowy album zawierający nagranie koncertu w klubie The Roxy w West Hollywood w Kalifornii w maju 1976 roku.                                                                       |
| 5.   | Live Forever     | 2011         | Island / Tuff Gong | CD, LP | Dwupłytowy album zawierający nagranie koncertu w sali Teatru Stanleya w Pittsburghu we wrześniu 1980 roku; był to ostatni występ Marleya na żywo przed jego śmiercią w maju 1981 roku. |

UWAGA: Jest to jedyne pięć oficjalnych nagrań koncertowych zespołu; oprócz nich na rynku pojawiła się niezliczona ilość bootlegów, dokumentujących wiele innych występów zespołu na żywo.

## Kompilacje
| L.p. | Tytuł                                                      | Data wydania | Wytwórnia            | Format | Komentarz |
| ---- | ---------------------------------------------------------- | ------------ | -------------------- | ------ | --- |
| 1.   | African Herbsman                                           | 1973         | Trojan               | LP     | Składanka "the best of". Reedycja na płycie CD ukazała się w roku 1988. |
| 2.   | Rasta Revolution                                           | 1974         | Trojan               | LP     | Składanka "the best of". Reedycja na płycie CD ukazała się w roku 1988. |
| 3.   | The Best of Bob Marley & The Wailers                       | 1976         | Studio One           | LP     | Składanka utworów ska nagranych dla Studia One Clementa "Sir Coxsone'a" Dodda w latach 1963-66. |
| 4.   | The Birth of a Legend                                      | 1976         | Calla                | LP     | Jak wyżej. W roku 1990, jako pierwszy w historii materiał ska, została wydana przez wytwórnię Epic na płycie CD. |
| 5.   | Marley, Tosh, Livingstone & Associates The Wailers         | 1981         | Studio One           | LP     | Jak wyżej. |
| 6.   | Chances Are                                                | 1981         | Warner Music Group   | LP     | Składanka niepublikowanych wcześniej utworów z lat 1968-72, nagranych dla JAD Records. Reedycja na płycie CD ukazała się w roku 1992. |
| 7.   | Interviews...                                              | 1982         | Island / Tuff Gong   | LP     | Fragmenty wywiadu Marleya dla jamajskiego dziennikarza radiowego Neville'a Willouhgby'ego, przeplatane piosenkami wokalisty. W roku 1995 nakładem RAS Records ukazała się reedycja albumu na płycie CD pod tytułem Interviews... So Much Things To Say.  |
| 8.   | In the Beginning                                           | 1983         | Trojan               | LP     | Składanka "the best of". Reedycja na płycie CD ukazała się w roku 1988. |
| 9.   | Legend                                                     | 1984         | Island / Tuff Gong   | LP     | Najpopularniejsza składanka utworów Marleya i The Wailers, a zarazem najlepiej sprzedający się album reggae wszech czasów (ponad 25 mln sprzedanych egzemplarzy). Wielokrotnie wznawiany na CD, w tym jako dwupłytowa wersja deluxe w roku 2002.         |
| 10.  | Riding High                                                | 1984         | Everest              | LP     | Składanka "the best of". Reedycja na płycie CD ukazała się w roku 1996. |
| 11.  | Reggae Greats: The Wailers                                 | 1985         | Island               | LP     | Składanka z serii "Reggae Greats". |
| 12.  | Rebel Music                                                | 1986         | Island / Tuff Gong   | LP     | Składanka "the best of". Reedycja na płycie CD ukazała się w roku 1990. |
| 13.  | One Love at Studio One                                     | 1991         | Heartbeat            | CD, LP | Składanka utworów ska nagranych dla Studia One Clementa "Sir Coxsone'a" Dodda w latach 1963-66. |
| 14.  | In Memoriam                                                | 1991         | Trojan               | LP     | W skład tego box seta weszły 3 dwunastocalowe płyty winylowe, zawierające utwory z lat 1967-72. |
| 15.  | Songs of Freedom                                           | 1992         | Island / Tuff Gong   | CD, LP | Czteropłytowy box set, zawierający dodatkowo kilka niepublikowanych wcześniej utworów, jak również znane piosenki w nieco innych aranżacjach lub w wersji discomix.                                                                                      |
| 16.  | The Early Years 1969-73                                    | 1993         | Trojan               | CD     | Czteropłytowy box set, zawierający utwory z lat 1969-73. |
| 17.  | The Never Ending Wailers                                   | 1993         | RAS / Tuff Gong      | CD, LP | Składanka utworów z pierwszych lat działalności formacji, niektóre w mniej znanych wersjach. |
| 18.  | The Wailing Wailers at Studio One                          | 1994         | Heartbeat            | CD, LP | Składanka utworów ska nagranych dla Studia One Clementa "Sir Coxsone'a" Dodda w latach 1963-66. |
| 19.  | Simmer Down at Studio One                                  | 1994         | Heartbeat            | CD, LP | Jak wyżej. |
| 20.  | Natural Mystic: The Legend Lives On                        | 1995         | Island / Tuff Gong   | CD, LP | Składanka "the best of". |
| 21.  | Lively Up Yourself                                         | 1996         | CMC Entertainment    | CD     | Jak wyżej. |
| 22.  | The Rarities Vol. 1                                        | 1996         | Intermusic           | CD     | Składanka mniej znanych wersji utworów nagranych dla Lee "Scratcha" Perry'ego. |
| 23.  | The Rarities Vol. 2                                        | 1996         | Intermusic           | CD     | Jak wyżej. |
| 24.  | Soul Almighty: The Formative Years Vol. 1                  | 1996         | JAD                  | CD, LP | Składanka utworów z lat 1967-68; do oryginalnych wokali dograno w Nowym Jorku całkowicie nowe podkłady muzyczne. |
| 24.  | Black Progress: The Formative Years Vol. 2                 | 1997         | JAD                  | CD, LP | Jak wyżej. |
| 25.  | Satisfy My Soul                                            | 1997         | Delta Music          | CD     | Składanka utworów z lat 1967-72. |
| 26.  | 21 Winners                                                 | 1997         | Madacy Entertainment | CD     | Jak wyżej. |
| 27.  | Bob Marley & Friends: Roots of a Legend                    | 1997         | Trojan               | CD     | Dwupłytowa składanka zawierająca również utwory i/lub wersje innych wykonawców. |
| 28.  | Dreams of Freedom                                          | 1997         | Island / Tuff Gong   | CD, LP | Składanka remiksów autorstwa Billa Laswella, utrzymana w stylistyce z pogranicza muzyki dub i ambient. |
| 29.  | The Complete Wailers 1967-1972: Part 1                     | 1998         | JAD                  | CD, LP | Pierwszy z serii boxów prezentujących pełny przekrój twórczości grupy z lat 1967-72. W jego skład weszły trzy krążki: Rock To the Rock, Selassie Is the Chapel oraz Best of the Wailers; ukazały się one również w roku 1999 jako odrębne wydawnictwa.   |
| 30.  | The Complete Bob Marley & The Wailers 1967-1972: Part 2    | 1998         | JAD                  | CD, LP | Drugi z serii boxów prezentujących pełny przekrój twórczości grupy z lat 1967-72. W jego skład weszły trzy krążki: Soul Rebels, Soul Revolution Part II oraz More Axe; ukazały się one również w roku 1999 jako odrębne wydawnictwa.                     |
| 31.  | The Complete Bob Marley & The Wailers 1967-1972: Part 3    | 1998         | JAD                  | CD, LP | Trzeci z serii boxów prezentujących pełny przekrój twórczości grupy z lat 1967-72. W jego skład weszły dwa krążki: Keep On Skanking oraz Satisfy My Soul Jah Jah; ukazały się one również w roku 1999 jako odrębne wydawnictwa.                          |
| 32.  | Chant Down Babylon                                         | 1999         | Island / Tuff Gong   | CD, LP | Składanka coverów utworów Marleya w wykonaniu artystów rockowych i hip-hopowych. |
| 33.  | Keep On Moving                                             | 1999         | Club Tools           | CD     | Składanka remiksów autorstwa duńskiego DJ-a Martina "Funkstar De Lux" Ottesena, utrzymana w stylistyce muzyki elektronicznej; wycofana ze sprzedaży, niezwykle rzadkie egzemplarze posiadają wartość kolekcjonerską.                                     |
| 34.  | Destiny: Rare Ska Sides from Studio One                    | 1999         | Heartbeat            | CD, LP | Składanka mniej znanych wersji utworów ska nagranych dla Studia One Clementa "Sir Coxsone'a" Dodda w latach 1963-66. |
| 35.  | Wailers & Friends: Top Hits Sung by Legends of Jamaica Ska | 1999         | Heartbeat            | CD, LP | Składanka utworów ska różnych wykonawców, nagranych przy współudziale Wailersów dla Studia One Clementa "Sir Coxsone'a" Dodda w latach 1963-66. |
| 36.  | Climb the Ladder                                           | 2000         | Heartbeat            | CD, LP | Składanka utworów ska nagranych dla Studia One Clementa "Sir Coxsone'a" Dodda w latach 1963-66. |
| 37.  | The Complete Upsetter Collection                           | 2000         | Trojan               | CD     | Sześciopłytowy box set, prezentujący pełny przekrój utworów nagranych dla Lee "Scratcha" Perry'ego. |
| 38.  | Remixed Hits                                               | 2001         | Big Eye Music        | CD     | Składanka remiksów utrzymanych w stylistyce muzyki elektronicznej. |
| 39.  | Shakedown: Marley Remixed                                  | 2001         | JAD                  | CD     | Jak wyżej. |
| 40.  | Natty Rebel                                                | 2001         | JAD                  | CD     | Składanka utworów z lat 1967-72. |
| 41.  | One Love: The Very Best of Bob Marley & The Wailers        | 2001         | Island / Tuff Gong   | CD     | Dwupłytowa składanka "the best of". |
| 42.  | The Wailers Dub Marley                                     | 2001         | Tabou 1              | CD     | Składanka dubowych wersji utworów. |
| 43.  | Trench Town Rock                                           | 2001         | Charly               | CD     | Box set prezentujący utwory z przełomu lat 60. i 70. W jego skład weszły cztery krążki: Keep On Skanking, Horns of Zion, Soul Shakedown oraz Shocks of Mighty.                                                                                           |
| 44.  | Remix Project                                              | 2002         | Silver Star          | CD     | Składanka remiksów utrzymanych w stylistyce muzyki elektronicznej. |
| 45.  | Trenchtown Rock: The Anthology 1969-78                     | 2002         | Trojan               | CD     | Dwupłytowa składanka utworów z lat 1969-78. |
| 46.  | The Upsetter Singles Box Set                               | 2002         | Trojan               | LP     | W skład tego box seta weszło 8 siedmiocalowych płyt winylowych, zawierających single nagrane dla Lee "Scratcha" Perry'ego w latach 1970-72. |
| 47.  | Lonesome Feeling                                           | 2002         | JAD                  | CD     | Składanka mniej znanych wersji utworów z lat 1967-72. |
| 48.  | Freedom Time                                               | 2002         | JAD                  | CD     | Jak wyżej. |
| 49.  | Soul Adventurer                                            | 2002         | JAD                  | CD     | Jak wyżej. |
| 50.  | Greatest Hits at Studio One                                | 2003         | Heartbeat            | CD, LP | Składanka utworów ska nagranych dla Studia One Clementa "Sir Coxsone'a" Dodda w latach 1963-66. |
| 51.  | The Universal Masters Collection: Bob Marley & The Wailers | 2004         | JAD                  | CD     | Składanka z serii "The Universal Masters Collection" |
| 52.  | An Introduction To Bob Marley & The Wailers: The JAD Years | 2004         | JAD                  | CD     | Składanka z serii "An Introduction To..."; utwory z lat 1967-72. |
| 53.  | 127 King Street                                            | 2004         | JAD                  | CD     | Składanka utworów z lat 1967-72. |
| 54.  | Feel Alright                                               | 2004         | JAD                  | CD     | Jak wyżej. |
| 55.  | Original Cuts                                              | 2004         | JAD                  | CD     | Jak wyżej. |
| 56.  | Ammunition Dub Collection                                  | 2004         | JAD                  | CD     | Składanka dubowych wersji utworów. |
| 57.  | Fy-ah, Fy-ah                                               | 2004         | JAD / Hip-O          | CD     | Pierwszy box set z nowej serii prezentującej pełny przekrój twórczości grupy z lat 1967-72, będącej nową odsłoną wydanej w latach 90. serii The Complete Bob Marley & The Wailers 1967-1972. Na trzech krążkach zostały tu zebrane utwory z lat 1967-70. |
| 58.  | Grooving Kingston 12                                       | 2004         | JAD / Hip-O          | CD     | Drugi box set z nowej serii prezentującej pełny przekrój twórczości grupy z lat 1967-72, będącej nową odsłoną wydanej w latach 90. serii The Complete Bob Marley & The Wailers 1967-1972. Na trzech krążkach zostały tu zebrane utwory z lat 1970-72.    |
| 59.  | Man To Man                                                 | 2005         | JAD / Hip-O          | CD     | Trzeci box set z nowej serii prezentującej pełny przekrój twórczości grupy z lat 1967-72, będącej nową odsłoną wydanej w latach 90. serii The Complete Bob Marley & The Wailers 1967-1972. Na czterech krążkach zostały tu zebrane utwory z lat 1971-72. |
| 60.  | Gold                                                       | 2005         | Island / Tuff Gong   | CD     | Dwupłytowa składanka "the best of". |
| 61.  | Africa Unite: The Singles Collection                       | 2005         | Island / Tuff Gong   | CD     | Składanka najpopularniejszych singli z lat 1970-84. |
| 62.  | Wail'N Soul'M Singles Selecta                              | 2005         | Universal            | CD     | Składanka utworów z lat 1967-72. |
| 63.  | Sun Is Shining                                             | 2006         | EMI                  | CD     | Składanka "the best of". |
| 64.  | Another Dance: Rarities from Studio One                    | 2007         | Heartbeat            | CD, LP | Składanka mniej znanych wersji utworów ska nagranych dla Studia One Clementa "Sir Coxsone'a" Dodda w latach 1963-66. |
| 65.  | Remixed & Unmixed                                          | 2007         | Music Brokers        | CD     | Dwupłytowa składanka; na pierwszym krążku znalazły się remiksy utrzymane w stylistyce muzyki elektronicznej, na drugim zaś oryginalne wersje utworów. |
| 66.  | Bob Marley Remixed                                         | 2007         | BHP Music            | CD     | Składanka remiksów utrzymanych w stylistyce muzyki elektronicznej. |
| 67.  | Roots, Rock, Remixed                                       | 2007         | Quango / Tuff Gong   | CD     | Jak wyżej. |
| 68.  | Reggae Legends Vol. 1: Bob Marley & The Wailers            | 2008         | Universal            | CD     | Składanka z serii "Reggae Legends". |
| 69.  | B is for Bob                                               | 2009         | Island / Tuff Gong   | CD     | Składanka remiksów autorstwa syna Boba, Ziggy'ego Marleya, wydana z myślą o najmłodszych słuchaczach. |
| 70.  | Reggae With Soul: The Roots of Bob Marley & The Wailers    | 2010         | Music Club           | CD     | Dwupłytowa składanka "the best of". |
| 71.  | The Essential Box                                          | 2010         | Music Brokers        | CD     | Sześciopłytowy box set, zawierający głównie utwory z lat 1967-72. |
| 72.  | In Dub Vol. 1                                              | 2012         | Island / Tuff Gong   | CD, LP | Składanka dubowych wersji utworów. |

## Teledyski
| L.p. | Tytuł                           | Data wydania |
| ---- | ------------------------------- | ------------ |
| 1.   | "Stir It Up"                    | 1977         |
| 2.   | "Exodus"                        | 1977         |
| 3.   | "Waiting in Vain"               | 1977         |
| 4.   | "Satisfy My Soul"               | 1978         |
| 5.   | "Could You Be Loved"            | 1980         |
| 6.   | "Redemption Song"               | 1981         |
| 7.   | "Buffalo Soldier"               | 1983         |
| 8.   | "One Love/People Get Ready"     | 1984         |
| 9.   | "Iron Lion Zion"                | 1992         |
| 10.  | "Keep On Moving"                | 1995         |
| 11.  | "What Goes Around Comes Around" | 1996         |
| 12.  | "Sun Is Shining"                | 1999         |
| 13.  | "Turn Your Lights Down Low"     | 1999         |
| 14.  | "Rainbow Country"               | 2000         |
| 15.  | "Jammin'"                       | 2000         |
| 16.  | "Soul Shakedown Party" (remix)  | 2001         |
| 17.  | "Slogans"                       | 2005         |